# Otto van Diepen
Otto van Diepen (Groningen, 28 augustus 1932 – Blaricum, 1 februari 2016) was een Nederlands politicus van de VVD.
Van Diepen studeerde aan de Rijksuniversiteit Groningen. Daarna was hij onder andere directeur van het Industrieschap Oost-Groningen en vanaf 1962  directeur Opbouworgaan. In 1966 werd hij secretaris van het Recreatieschap Oost-Groningen en in 1973 volgde zijn benoeming tot burgemeester van Slochteren. Daarnaast was Van Diepen in die periode van 1976 tot 1977 waarnemend burgemeester van de nabijgelegen gemeente Termunten.
In augustus 1984 werd hij burgemeester van Amstelveen wat hij tot zijn pensioen in september 1997 zou blijven. Dat hield echter niet het einde van zijn burgemeesterscarrière in want in 1998 was hij nog 8 maanden waarnemend burgemeester van Oostzaan, in de periode van oktober 2000 tot mei 2001 was hij waarnemend burgemeester van Beverwijk en in 2002 was hij een half jaar waarnemend burgemeester van de nieuw gevormde gemeente Wijdemeren.
Zijn echtgenote en partijgenote Frieda van Diepen-Oost is onder andere gedeputeerde van Noord-Holland en waarnemend burgemeester van Blaricum geweest.
Hij overleed in 2016 op 83-jarige leeftijd.